# Tee für Zweihundert
Tee für Zweihundert ist ein US-amerikanischer Zeichentrick-Kurzfilm von Jack Hannah aus dem Jahr 1947.

## Handlung
Donald Duck veranstaltet ein Picknick, als eine Schar Ameisen an ihm vorbeizieht. Jede Ameise ist mit Nahrung beladen und Donald nimmt die letzte der langen Reihe ins Visier. Er drückt die auf dem Ameisenrücken befindliche Bohne nach unten, sodass die Ameise eine größere Last tragen muss, belädt das Tierchen mit Sandwiches und seiner Thermoskanne, lässt es einen Stock hinaufgehen und schließlich einen gespannten Faden entlang balancieren. Als er diesen in Schwingung versetzt und die Ameise schließlich das Gleichgewicht verliert und zu Boden fällt, verspottet er sie.
Die Ameise ist bei ihrem Fall in einem Kuchen gelandet und sieht nun die ganzen Essensvorräte Donalds vor sich. Sie benachrichtigt die anderen Ameisen, die nun in Scharen zu Donalds Picknickplatz kommen. Sie transportieren den schlafenden Donald ab und werfen ihn über eine Klippe ins Wasser. Dann bringen sie das Essen in ihre Gänge. Donald versucht, zu retten, was zu retten ist, wird dabei jedoch sogar seiner Kleidung entledigt. Am Ende steckt er Dynamitstangen in den Ameisenbau. Die Explosion lässt jedoch die Klippe absplittern, auf der er sitzt, und er fällt erneut in die Tiefe. Die Ameisen versammeln sich am Ende um einen Muffin, der von ihnen gemeinschaftlich verspeist wird.

## Produktion
Tee für Zweihundert kam am 24. Dezember 1948 als Teil der Disney-Trickfilmserie Donald Duck in Technicolor in die Kinos. Donald wird im Film von Clarence Nash gesprochen, während die Ameisen Pinto Colvigs Stimme erhielten.

## Auszeichnungen
Tee für Zweihundert wurde 1949 für einen Oscar in der Kategorie „Bester animierter Kurzfilm“ nominiert, konnte sich jedoch nicht gegen Tom und ich und Nibbelchen durchsetzen.